# Gómel
Gómel (en bielorruso: Гóмель, en ruso: Гóмель) es una ciudad del sureste de Bielorrusia, también transcrita como Hómiel o Hómyel, capital de la provincia homónima. Dentro de la provincia, está constituida como ciudad subprovincial y es al mismo tiempo el centro administrativo del raión de Gómel, en el cual se enclava sin formar parte de su territorio. La ciudad, atravesada por el río Sozh, cuenta con una población de 515 325 habitantes, según datos del año 2013.  

## Geografía
Gómel está situado en la parte sureste del país, en la margen derecha del río Sozh, a 302 km al sureste de Minsk, 534 km al este de Brest, 171 km al sur de Maguilov, 237 km al oeste de Briansk y 111 km al norte de Cherníhiv.
El terreno sobre el que se construye la ciudad en su conjunto es llano. En la margen derecha del río, es una llanura de agua glacial y una terraza fluvial del río Sozh que disminuye gradualmente. La margen izquierda es una llanura aluvial baja. La elevación más alta de 144 metros sobre el nivel del mar se encuentra en las afueras del norte de Gómel, la elevación más baja de 115 m en el límite de agua del río Sozh. El distrito de Novobélitski, que se encuentra en la margen izquierda del río (es decir, hacia el sur), tiene elevaciones promedio de 10 a 15 m más bajas que las partes norte y central de la ciudad.
En la margen izquierda del Sozh se pueden encontrar muchos kilómetros de playas. 
A 8 km del centro de la ciudad está el aeropuerto. 

### Clima
Gómel tiene un clima continental húmedo de verano cálido (clasificación climática de Köppen Dfb). Los veranos cálidos y los inviernos fríos son causados por la llegada frecuente de masas de aire marino cálido desde el Atlántico y la transferencia occidental dominante.
Binghamton y Oshawa presentan condiciones climáticas similares.
| Parámetros climáticos promedio de Gómel (1991-2020) | Parámetros climáticos promedio de Gómel (1991-2020) | Parámetros climáticos promedio de Gómel (1991-2020) | Parámetros climáticos promedio de Gómel (1991-2020) | Parámetros climáticos promedio de Gómel (1991-2020) | Parámetros climáticos promedio de Gómel (1991-2020) | Parámetros climáticos promedio de Gómel (1991-2020) | Parámetros climáticos promedio de Gómel (1991-2020) | Parámetros climáticos promedio de Gómel (1991-2020) | Parámetros climáticos promedio de Gómel (1991-2020) | Parámetros climáticos promedio de Gómel (1991-2020) | Parámetros climáticos promedio de Gómel (1991-2020) | Parámetros climáticos promedio de Gómel (1991-2020) | Parámetros climáticos promedio de Gómel (1991-2020) |
| Mes                                                 | Ene.                                                | Feb.                                                | Mar.                                                | Abr.                                                | May.                                                | Jun.                                                | Jul.                                                | Ago.                                                | Sep.                                                | Oct.                                                | Nov.                                                | Dic.                                                | Anual                                               |
| --------------------------------------------------- | --------------------------------------------------- | --------------------------------------------------- | --------------------------------------------------- | --------------------------------------------------- | --------------------------------------------------- | --------------------------------------------------- | --------------------------------------------------- | --------------------------------------------------- | --------------------------------------------------- | --------------------------------------------------- | --------------------------------------------------- | --------------------------------------------------- | --------------------------------------------------- |
| Temp. máx. abs. (°C)                                | 9.6                                                 | 15.8                                                | 21.5                                                | 29.3                                                | 32.5                                                | 36.2                                                | 37.9                                                | 38.9                                                | 34.9                                                | 27.5                                                | 18.0                                                | 11.6                                                | 38.9                                                |
| Temp. máx. media (°C)                               | -1.8                                                | -0.5                                                | 5.3                                                 | 14.1                                                | 20.5                                                | 23.9                                                | 25.9                                                | 25.1                                                | 19.0                                                | 11.5                                                | 4.0                                                 | -0.5                                                | 12.2                                                |
| Temp. media (°C)                                    | -4.2                                                | -3.5                                                | 1.3                                                 | 9.0                                                 | 15.0                                                | 18.6                                                | 20.4                                                | 19.3                                                | 13.7                                                | 7.4                                                 | 1.6                                                 | -2.7                                                | 8                                                   |
| Temp. mín. media (°C)                               | -6.5                                                | -6.2                                                | -2.2                                                | 4.3                                                 | 9.8                                                 | 13.5                                                | 15.4                                                | 14.2                                                | 9.2                                                 | 4.0                                                 | -0.4                                                | -4.8                                                | 4.2                                                 |
| Temp. mín. abs. (°C)                                | -35.0                                               | -35.1                                               | -33.7                                               | -13.6                                               | -2.5                                                | -0.2                                                | 6.0                                                 | 1.2                                                 | -3.2                                                | -12.0                                               | -21.7                                               | -30.8                                               | -35.1                                               |
| Precipitación total (mm)                            | 36                                                  | 35                                                  | 36                                                  | 35                                                  | 64                                                  | 73                                                  | 100                                                 | 56                                                  | 52                                                  | 58                                                  | 45                                                  | 42                                                  | 632                                                 |
| Nevadas (cm)                                        | 8                                                   | 9                                                   | 6                                                   | 0                                                   | 0                                                   | 0                                                   | 0                                                   | 0                                                   | 0                                                   | 0                                                   | 2                                                   | 5                                                   | 30                                                  |
| Días de lluvias (≥ 1 mm)                            | 8                                                   | 7                                                   | 10                                                  | 13                                                  | 14                                                  | 16                                                  | 14                                                  | 12                                                  | 14                                                  | 14                                                  | 13                                                  | 9                                                   | 144                                                 |
| Días de nevadas (≥ 1 mm)                            | 18                                                  | 17                                                  | 10                                                  | 2                                                   | 0.1                                                 | 0                                                   | 0                                                   | 0                                                   | 0.03                                                | 2                                                   | 10                                                  | 16                                                  | 75.1                                                |
| Horas de sol                                        | 48                                                  | 71                                                  | 136                                                 | 177                                                 | 264                                                 | 272                                                 | 275                                                 | 252                                                 | 170                                                 | 116                                                 | 44                                                  | 32                                                  | 1857                                                |
| Humedad relativa (%)                                | 86                                                  | 83                                                  | 77                                                  | 66                                                  | 64                                                  | 69                                                  | 70                                                  | 71                                                  | 77                                                  | 81                                                  | 87                                                  | 88                                                  | 76.6                                                |
| Fuente n.º 1: Погода и климат                       |                                                     |                                                     |                                                     |                                                     |                                                     |                                                     |                                                     |                                                     |                                                     |                                                     |                                                     |                                                     |                                                     |
| Fuente n.º 2: NOAA                                  |                                                     |                                                     |                                                     |                                                     |                                                     |                                                     |                                                     |                                                     |                                                     |                                                     |                                                     |                                                     |                                                     |

## Deporte
El FC Gomel juega en la primera división tras haber ascendido de la segunda división su estadio es el Central de Gomel y tiene capacidad de 14 300 espectadores.

## Ciudades hermanadas
Gómel está hermanada con las siguientes ciudades:
- Aberdeen (Reino Unido)
- Briansk (Rusia)
- České Budějovice (República Checa)
- Clermont-Ferrand (Francia)
- Chernígov (Ucrania)
- Donetsk (Ucrania)
- Iron Knob (Australia)
- Gran Sudbury (Canadá)
- Liepāja (Letonia)
- Novi Sad (Serbia)
- Radom (Polonia)
- Royal Leamington Spa (Reino Unido)